# Yolanda Kondonassis
Yolanda Kondonassis (geboren 1963 in Norman, Oklahoma) ist eine amerikanische klassische Harfenistin und Musikpädagogin. Sie gilt als eine der weltbesten Soloharfenistinnen und wird weithin als die heute meistaufgenommene klassische Harfenistin angesehen. Sie ist zudem Leiterin der Harfenabteilungen des Oberlin Conservatory of Music und des Cleveland Institute of Music und gibt Meisterkurse im Harfenspiel. Im Rahmen ihrer Lehrtätigkeit schrieb sie mehrere Bücher über das Harfenspiel, zudem ein Kinderbuch.

## Biografie
Kondonassis besuchte das Gymnasium an der Interlochen Arts Academy in Interlochen, Michigan. Sie setzte ihre Ausbildung am Cleveland Institute of Music fort, wo sie als Schülerin von Alice Chalifoux ihren Bachelor- und Master-Abschluss erhielt.
Seit ihrem Debüt als Achtzehnjährige mit den New Yorker Philharmonikern und Zubin Mehta spielte Kondonassis mit zahlreichen international bekannten und renommierten Orchestern, darunter das Cleveland Orchestra, das English Chamber Orchestra, Hong Kong Philharmonic, Detroit Symphony, Dallas Symphony, San Diego Symphony, Philadelphia Chamber Orchestra, Houston Symphony, Orquesta Sinfonica de Puerto Rico, Phoenix Symphony, Buffalo Philharmonic, das Philharmonische Orchester Odessa (Ukraine), New World Symphony und das Florida Orchestra. Ihre Diskografie enthält über 20 Alben, die bei etablierten Plattenlabeln für klassische Musik erschienen sind, vor allem bei Telarc, Azica und Oberlin.
Das Stück Tōru Takemitsu: And Then I Knew 'Twas Wind auf dem 2008 erschienenen Album Air mit Musikstücken von Tōru Takemitsu und Claude Debussy wurde 2010 für einen Grammy Award für die beste Kammermusik-Darbietung nominiert. Eine weitere Nominierung bekam sie 2020 für das Harp Concerto, das sie im Rahmen des Albums American Rapture gemeinsam mit dem Rochester Philharmonic Orchestra unter Leitung von Ward Stare aufnahm. Es wurde als bestes klassisches Instrumentalsolo nominiert. Dabei handelte es sich um die Uraufführung des Harp Concerto der amerikanischen Komponistin Jennifer Higdon, das diese für Kondonassis konzipiert und ihr gewidmet hatte. Das Album selbst wurde mit dem Grammy für die beste zeitgenössische klassische Komposition ausgezeichnet. Zu ihren weiteren Ehrungen zählt ein Preis bei der New York Philharmonic National Young Concert Artists Competition, zwei Stipendien von der National Endowment for the Arts, der Cleveland Arts Prize, der Darius Milhaud Prize, die Auszeichnung der American Harp Society Young Concert Artists Competition, die Interlochen Arts Academy Young Artist Medal und der The Cleveland Institute of Music Distinguished Alumni Award.
Kondonassis leitet die Harfenabteilungen des Oberlin Conservatory of Music und des Cleveland Institute of Music und gibt Meisterkurse in der ganzen Welt. Sie ist mit Michael Sachs, dem Solotrompeter des Cleveland Orchestra, verheiratet. Zu ihren Büchern gehören On Playing the Harp (2003), ein umfassender Leitfaden zur Harfentechnik und -methodik, The Yolanda Kondonassis Collection und The Yolanda Kondonassis Christmas Collection, die bei Carl Fischer Music erschienen sind. Ihr erstes Kinderbuch, Our House is Round: A Kid's Book About Why Protecting Our Earth Matters, wurde 2012 bei Skyhorse Publishing veröffentlicht und vom Environmental Defense Fund als „die perfekte Einführung für Kinder in Umweltfragen“ gelobt. Sie ist zudem Gründerin und Direktorin der gemeinnützigen Organisation Earth at Heart.

## Diskographie
- 1993: Scintillation (Telarc)
- 1994: A New Baroque (Telarc)
- 1996: Sky Music (Telarc)
- 1997: Dream Season: The Christmas Harp (Telarc)
- 1998: Pictures of the Floating World (Telarc)
- 1998: Mozart: Flute Concertos and Concerto for Flute and Harp with Renée Krimsier (Channel Classics)
- 1999: Vivaldi: The Four Seasons (for Harp and Orchestra) (Telarc)
- 2000: Music of Hovhaness (Telarc)
- 2001: Quietude (Telarc)
- 2002: Music for a Perfect Day (Telarc)
- 2003: Debussy’s Harp (Telarc)
- 2003: The Romantic Harp (Telarc)
- 2006: Breathe: The Relaxing Harp (Telarc)
- 2007: Salzedo’s Harp (Telarc)
- 2008: Air (Telarc)
- 2009: Never Far Away: Music of Bright Sheng (Telarc)
- 2012: Solo Harp: The Best of Yolanda Kondonassis (Azica)
- 2013: American Harp (Azica)
- 2013: Ravel: Intimate Masterpieces (Oberlin)
- 2015: Together (Azica)
- 2016: Ginastera: One Hundred (Oberlin)
- 2019: American Rapture (Azica)

## Bibliographie
- The Yolanda Kondonassis Christmas Collection Carl Fischer Music, 2002; ISBN 978-0-8258-6212-0
- On Playing the Harp Carl Fischer Music, 2003; ISBN 978-0-8258-4965-7
- The Yolanda Kondonassis Collection Carl Fischer Music, 2004; ISBN 978-0-8258-5636-5
- The Composer's Guide to Writing Well for the Modern Harp Carl Fischer Music; ISBN 978-0-8258-5636-5
- Our House is Round: A Kid's Book About Why Protecting Our Earth Matters Skyhorse Publishing, 2012

## Belege
1. 1 2 3  Yolanda Kondonassis am Cleveland Institute of Music; abgerufen am 29. November 2020.
2. 1 2 3  Yolanda Kondonassis auf colbertartists.com; abgerufen am 29. November 2020.
3. 1 2  Yolanda Kondonassis auf grammy.com; abgerufen am 29. November 2020.
4. ↑  Yolanda Kondonassis nominated for 2020 GRAMMY Award auf Jensen Artists; abgerufen am 29. November 2020.
5. ↑  Yolanda Kondonassis Says Second Grammy Nomination is Just as Thrilling as Her First im Newsroom der Cleveland Institute of Music, 11. Dezember 2019; abgerufen am 29. November 2020.
6. ↑  Earth at Heart auf der Homepage von Yolanda Kondonassis; abgerufen am 29. November 2020.